# Alexeï Panassenko
Pour les articles homonymes, voir Panassenko.
Pas d'image ? Cliquez ici

a Compétitions nationales et continentales officielles uniquement.

b Matchs officiels uniquement.
Dernière mise à jour le 4 décembre 2022.
Alexeï Panassenko (en russe : Алексей Панасенко), né le 13 janvier 1983, est un joueur russe de rugby à XV qui évolue au poste de troisième ligne. 

## Biographie
Il commence le rugby en 1997. En 2001, il débute avec l'équipe sénior du VVA Podmoskovie. Avec cette équipe, il remporte sept titres de champion de Russie, de 2003 à 2010.
En 2004, il débute avec la sélection russe. Il prend part régulièrement aux matchs de la sélection entre 2007 et 2011, puis ne retrouve ensuite qu'épisodiquement l'équipe russe. Il dispute son dernier match avec la Russie le 10 novembre 2018 lors d'une victoire contre la Namibie. 
Il prend sa retraite en 2020 après avoir effectué toute sa carrière dans le même club, il a notamment remporté sept championnats de Russie et quatre Coupe de Russie.

## Palmarès
- Vainqueur du Championnat de Russie en 2003, 2004, 2006, 2007, 2008, 2009 et 2010.
- Vainqueur de la Coupe de Russie en 2002, 2005, 2007 et 2010.

## Statistiques

### En sélection
| Année | Compétition            | Matchs | Points | Essais | Transf. | Drops | Pénal. |
| ----- | ---------------------- | ------ | ------ | ------ | ------- | ----- | ------ |
| 2004  | CEN D1 2004-2006       | 1      | -      | -      | -       | -     | -      |
| 2005  | CEN D1 2004-2006       | 2      | -      | -      | -       | -     | -      |
| 2006  | CEN D1 2004-2006       | 3      | -      | -      | -       | -     | -      |
| 2007  | CEN D1 2006-2008       | 4      | -      | -      | -       | -     | -      |
| 2008  | CEN D1 2006-2008       | 2      | -      | -      | -       | -     | -      |
| 2008  | CEN D1 2008-2010       | 1      | 5      | 1      | -       | -     | -      |
| 2009  | CEN D1 2008-2010       | 1      | -      | -      | -       | -     | -      |
| 2009  | Coupe des Nations 2013 | 3      | -      | -      | -       | -     | -      |
| 2009  | Test                   | 1      | -      | -      | -       | -     | -      |
| 2010  | CEN D1 2008-2010       | 2      | -      | -      | -       | -     | -      |
| 2010  | Test                   | 4      | -      | -      | -       | -     | -      |
| 2011  | CEN D1 2010-2012       | 1      | -      | -      | -       | -     | -      |
| 2011  | Churchill Cup 2011     | 3      | -      | -      | -       | -     | -      |
| 2015  | CEN D1 2014-2016       | 2      | 5      | 1      | -       | -     | -      |
| 2015  | Test                   | 2      | -      | -      | -       | -     | -      |
| 2018  | Test                   | 1      | -      | -      | -       | -     | -      |
| Total | Total                  | 33     | 10     | 2      | -       | -     | -      |

| Essai | Adversaire | Lieu                                 | Compétition      | Date            | Résultat | Score |
| ----- | ---------- | ------------------------------------ | ---------------- | --------------- | -------- | ----- |
| 1     | Espagne    | Moscou                               | CEN D1 2008-2010 | 8 novembre 2008 | Victoire | 42-15 |
| 1     | Portugal   | Stade central de Sotchi (en), Sotchi | CEN D1 2014-2016 | 21 mars 2015    | Victoire | 21-8  |